# عصمت در شیعه

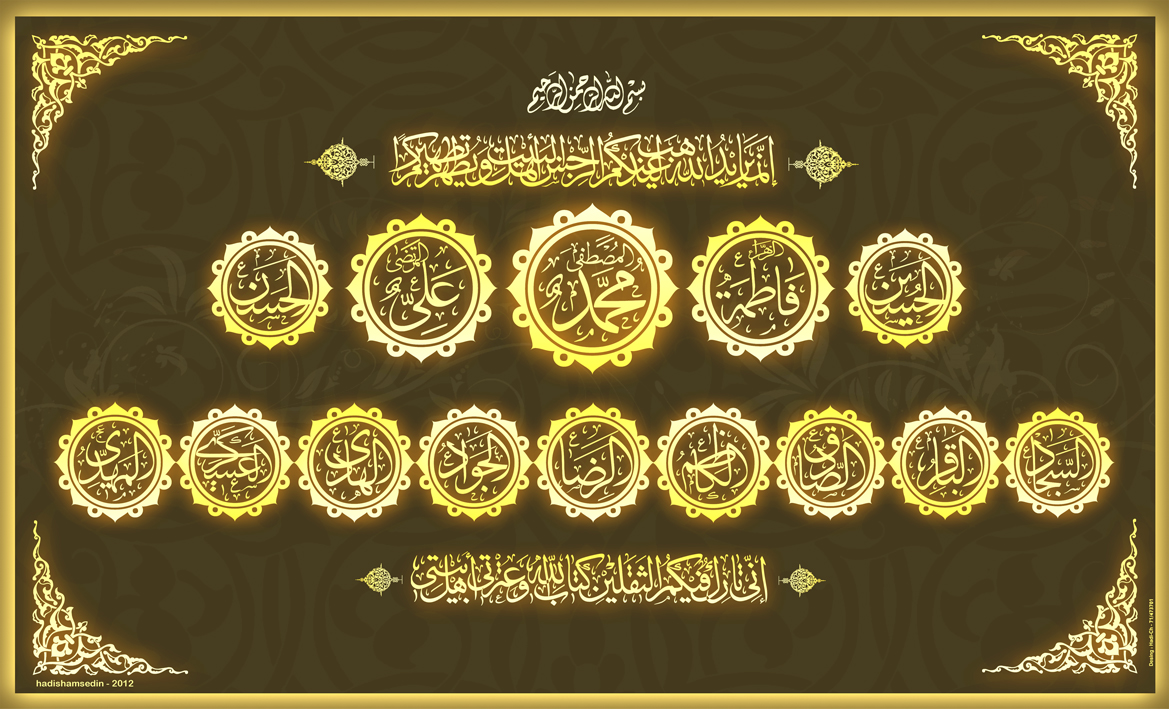
خوشنویسی اسامی چهارده معصوم

عصمت در لغت به معنای منع و امساک است. و در اصطلاح به معنی بازداشتن و نگاه داشتن از گناه‌ است. به اصطلاح اطلاق این لفظ بر پاکی و پاکدامنی است که از ابتدای وجود تا انتهای عمر گناه نکرده باشد.

## عصمت در ادیان دیگر
عصمت در مسیحیت به معنی محافظت الهی از خطا می‌باشد و بر پایه این ایده بنا شده‌است که امکان ندارد که خداوند خود را بر مردم آشکار کند بدون اینکه اطلاعات موثقی از مضمون آن آشکارسازی یا وحی فراهم کند. در مسیحیت بجز عیسی سه نامزد برای عصمت در نظر گرفته شد: عصمت کتاب مقدس، عصمت شوراهایی که بیانگر کلیسا هستند و عصمت پاپ.

## اولین کاربرد لفظ معصوم
اولین کسی که اصطلاح معصوم را بکار برده است در قرن هفتم میلادی/چهارم قمری حجاج ابن یوسف بوده که در رساله خود در مورد خلیفه عبدالملک مروان میگوید: لعبد الله عبدالملک امیرالومنین و خلیفه رب العالمین الموید بالولایه المعصوم من خطل القول وزلل الفعل

## اختلاف نظر مسلمانان
به صورت تاریخی میان مسلمانان در مورد انجام یا عدم انجام گناه کبیره، صغیره و خطا توسط پیامبر اعظم و ماهیت آن در صورت پذیرش خطاپذیری، در دوران قبل یا بعد از تبلیغش اختلاف نظر وجود داشته‌است. به عنوان مثال حنبلیها معتقد بوده‌اند که محمد تنها عصمت در انتقال وحی داشته ولی خود از گناه مصون نبوده‌است. پال والکر، ادعا می‌کند که «قرائت لفظی» از متن قرآن و احادیث آزادانه به پیامبر اسلام گناه و خطا نسبت می‌دهد و همچنین مدعی است که مسلمانان اولیه نیز ظاهراً چنین برداشتی داشته‌اند. والکر می‌گوید که دیدگاه خطاناپزیر بودن از پیامبر اسلام ابتدا توسط شیعیان به پیامبر منتسب شده‌است. ویلفرد مادلونگ، مورخ غربی، به پشتیبانی والکر برخاسته و تکامل عصمت (که به گمان او لفظ یا مفهومش در قرآن یافت نمی‌شود) در میان شیعیان را به نیمه اول قرن دوم هجری یا قبل از آن بازمی‌گرداند.

## عصمت در تشیع
هشام بن حکم، متکلم شیعه، عصمت را به امامان نسبت می‌داد ولی معتقد بود که پیامبران ممکن است از دستورات خدا تخلف کنند که در آن صورت توسط وحی مورد نقد قرار می‌گیرند. شیعیان بعدی عصمت را به پیامبران و امامان به شکل یکسانی نسبت می‌دادند. شیخ صدوق معتقد بود که پیامبران و امامان از گناهان کبیره و صغیره مصون بوده‌اند، اگر چه به صورت سهوی (غیرعمدی) ممکن بود دچار خطا شوند. شیخ مفید این نظر را رد کرده و پیامبران و امامان را از خطای عمدی، سهوی و فراموشی مصون می‌دانست، اگر چه قبول داشت که پیامبران (بجز محمد) ممکن است قبل از تبلیغ گناهان صغیره غیررسوایی‌آور را انجام داده باشند. پس از آن شریف مرتضی (از شاگردان شیخ مفید) استدلال کرد که پیامبران و امامان کاملاً معصوم بودند. این دیدگاه به دیدگاه رسمی شیعیان بعدی تبدیل شد.

### عصمت پیامبران و امامان
شیعیان معتقدند که پیامبر ،دختر پیامبر و جانشینان پیامبر دارای عصمت هستند و از آن‌ها با عنوان معصومین یا چهارده معصوم یاد می‌کنند. اینکه عصمت چه درجاتی دارد، کسب کردنی یا یک موهبت الهی است، در میان برخی از علمای شیعه و اندیشمندان اسلامی مورد اختلاف است.
بسیاری از شیعیان معتقدند، «عصمت» از ویژگی‌ها و بلکه ضروریات پیامبر اسلام و امام است، یعنی امام باید معصوم از خطا و اشتباه باشد در غیر اینصورت پیروان به چه تضمینی می‌توانند امام را ولی جان و مال و عرض خود بدانند. شیعیان همچنین درجاتی از عصمت را برای دیگر انبیا نیز قائلند. اما اهل سنت چنین مقامی را حتی برای محمد، پیامبر اسلام لازم نمی‌دانند و حتی در بعضی از اخبار خود از اشتباهات پیامبر اسلام یاد می‌کنند که توسط برخی از صحابه به وی گوشزد گردیده‌است.
برخی از شیعیان معتقدند، عصمت نیرویی است نوری و ملکوتی که دارنده‌اش را از هر عربیب، زشتی و گناه نگهداری می‌کند. به‌نظر برخی از آنان، صاحب عصمت حتی نیت گناه نمی‌کند و غفلت و سهو و نسیان در او راه نمی‌یابد.

### محورهای عصمت
علماء بحث عصمت را در چهار زمینه مورد بحث قرار داده‌اند:
1. عصمت پیش از بعثت
2. عصمت از گناهان صغیره
3. عصمت از سهو
4. عصمت در امور غیر دینی
5. عصمت خلفای پیامبر

اهل سنت عصمت بعد از نبوت از کبائر به صورت عمد در حوزه دین را قائل هستند. از نظر اهل سنت تنها هفت گناه، کبیره‌ است و سایر گناهان صغیره هستند.
ولی از نظر روایات شیعه، هر گناهی که خداوند به آن وعده عذاب داده‌است، کبیره‌است. لذا دائره عصمت در این مذهب گسترده‌تر از اهل سنّت است.
در میان مذاهب اسلامی، تنها مذهبی که به عصمت مطلق قائل است، مذهب تشیع است. بر این اساس انبیا قبل از نبوت و پس از آن، از گناهان کبیره و صغیره، عمدی و غیرعمدی و در حوزه دین و دنیا عصمت دارند. اوصیای آن‌ها نیز از این عصمت بهره‌مند هستند. علمای شیعه در حوزه عصمت کتاب‌های متعددی را به نگارش درآورده‌اند هم چون تنزیه الانبیاء سید مرتضی و الالفین علامه حلی.
پس اهل سنت عصمت انبیاء را قبول دارند ولی در حد و مرز آن با تشیع اختلاف دارند.
البته اهل سنت روایاتی بر خلاف این آموزه دارند. از عایشه نقل کرده‌اند که در اوائل بعثت، پیامبر پس از تلقی وحی گمان برد که جن زده شده‌است لذا خود را به ورقه بن نوفل نشان داد و پس از این که این شخص پیامبری ایشان را تأیید کرد پیامبر اسلام نسبت به پیامبری خود، مطمئن شد.
یا مثلاً اینکه در کتاب صحیح بخاری که از کتاب‌های برتر اهل سنت است، آورده شده که هرگاه وحی مدتی بر پیامبر قطع می‌شد، اما شیعیان ایشان را از این قصه‌ها مبّرا می‌دانند.
همچنین آن‌ها افسانه غرانیق را جعل کرده‌اند و به محمد نسبت داده‌اند. لذا برخی از اهل سنت افسانه غرانیق را با دیده تردید نگریسته‌اند. شیعه به‌طور کلّ این افسانه را مردود دانسته‌است.
از نظر شیعه اهل بیت پیامبر، شامل فاطمه زهرا و ۱۲ امام بعد از پیامبر نیز معصوم‌اند.
از دید شیعه آنچه به عنوان گناه از پیامبران نام برده می‌شود در واقع «ترک اولی» است. یعنی ترک آنچه بهتر بود انجام می‌شده‌است. به عنوان مثال در داستان حضرت یونس، چون این پیامبر قبل از اینکه فرمان خداوند صادر شود شهر را ترک کرد واقعه حبس شدن در شکم ماهی را خداوند برای او پیش آورد.
عصمت صغری برخی از امامزادگان
علاوه بر چهارده معصوم تعدادی از امامزادگان هم هستند که لازم است در ارتباط با آنها احکام معصومین را رعایت کرد. این افراد معمولاً از سوی خود معصومین زیارتنامه مخصوص دارند یا اینکه معصومین زیارت آنها را سفارش کرده‌اند:
ابوالفضل العباس
زینب کبری
علی اکبر
علی اصغر
فاطمه معصومه
احمد بن موسی
عبدالعظیم حسنی
موسی بن محمد مبرقع
سید محمد بن علی هادی

## عصمت وحی
معتقدین به نزول وحی به پیامبران گرچه ممکن است بعضاً معتقد بر عصمت خود پیامبران نباشند، اما تقریباً همگی قایل بر عصمت خود وحی هستند. یعنی معتقدند وحیی که بر پیامبرانشان نازل شده‌است از هر گونه خطا بری است. در سالهای اخیر اما متفکرینی چون عبدالکریم سروش و محمد مجتهد شبستری نظریه‌هایی جدید دربارهٔ وحی مطرح نموده‌اند که با مخالفت بسیاری از صاحبنظران دیدگاه سنتی مواجه شده‌است. عبدالکریم سروش در کتاب خود تحت عنوان بسط تجربه نبوی وحی پیامبر را دستخوش محدودیتهای بشری وی دانسته‌است و برخی موارد مشکوک به نقص احکام و عدم تطابقهای علمی قرآن در عصر حاضر را اینچنین توجیه کرده‌است. محمد مجتهد شبستری همچنین از دید هرمنوتیک در کتاب خود «هرمنوتیک، کتاب و سنت: فرایند تفسیر وحی»، فهم مفسرین از وحی و متون مقدس را وابسته به مفسر دانسته‌است؛ و لذا معتقد است به این دلیل که مفسرین وحی نقص دارند، فهم ایشان از وحی نیز خالی از نقص نمی‌تواند باشد.

## عصمت فرشتگان
این توفیق الهی شامل تمام فرستادگان الهی از جمله فرشتگان هم می‌شود. قرآن نیز به عصمت فرشتگان تصریح می‌کند: «مَلائِکَةٌ غِلاظٌ شِدادٌ لا یَعْصُونَ اللَّهَ ما أَمَرَهُمْ وَ یَفْعَلُونَ ما یُؤْمَرُونَ»
فرشتگان هم چون انسان‌ها قدرت اختیار دارند و اعتراض آن‌ها به خدا در داستان آفرینش آدم، دلالت بر این نکته دارد. البته فرق فرشتگان با انسان‌ها در غرائز و شهوات است که فرشتگان این ویژگی را ندارند به خلاف انسان‌ها و جنها؛ لذا علماء شیعه داستان فطرس، دردائیل و صلصائیل که بیانگر عدم عصمت فرشتگان است را نمی‌پذیرند و تاویل می‌کنند و آن را از متشابهات عصمت ملائکه می‌دانند.